# Botsuana nos Jogos Olímpicos
Botsuana competiu em 9 edições dos Jogos Olímpicos de Verão. A primeira participação do país foi nos Jogos Olímpicos de Verão de 1980, em Moscou. Eles nunca competiram nos Jogos Olímpicos de Inverno. Bostuana ganhou somente uma medalha nos Jogos Olímpicos, foi de Prata nos Jogos de Verão de 2012 pelo atleta Nijel Amos na prova de 800 metros.

## Jogos Olímpicos de Verão

### Quadro de medalhas
| Jogos                 | Número de atletas | Ouro           | Prata          | Bronze         | Total          | Classificação geral |                |
| 1896 Atenas           | não participou    | não participou | não participou | não participou | não participou | não participou      | não participou |
| 1900 Paris            | não participou    | não participou | não participou | não participou | não participou | não participou      | não participou |
| 1904 St. Louis        | não participou    | não participou | não participou | não participou | não participou | não participou      | não participou |
| 1908 Londres          | não participou    | não participou | não participou | não participou | não participou | não participou      | não participou |
| 1912 Estocolmo        | não participou    | não participou | não participou | não participou | não participou | não participou      | não participou |
| 1920 Antuérpia        | não participou    | não participou | não participou | não participou | não participou | não participou      | não participou |
| 1924 Paris            | não participou    | não participou | não participou | não participou | não participou | não participou      | não participou |
| 1928 Amsterdã         | não participou    | não participou | não participou | não participou | não participou | não participou      | não participou |
| 1932 Los Angeles      | não participou    | não participou | não participou | não participou | não participou | não participou      | não participou |
| 1936 Berlim           | não participou    | não participou | não participou | não participou | não participou | não participou      | não participou |
| 1948 Londres          | não participou    | não participou | não participou | não participou | não participou | não participou      | não participou |
| 1952 Helsinque        | não participou    | não participou | não participou | não participou | não participou | não participou      | não participou |
| 1956 Melbourne        | não participou    | não participou | não participou | não participou | não participou | não participou      | não participou |
| 1960 Roma             | não participou    | não participou | não participou | não participou | não participou | não participou      | não participou |
| 1964 Tóquio           | não participou    | não participou | não participou | não participou | não participou | não participou      | não participou |
| 1968 Cidade do México | não participou    | não participou | não participou | não participou | não participou | não participou      | não participou |
| 1972 Munique          | não participou    | não participou | não participou | não participou | não participou | não participou      | não participou |
| 1976 Montreal         | não participou    | não participou | não participou | não participou | não participou | não participou      | não participou |
| 1980 Moscou           | 7                 | 0              | 0              | 0              | 0              | –                   |                |
| 1984 Los Angeles      | 7                 | 0              | 0              | 0              | 0              | –                   |                |
| 1988 Seul             | 8                 | 0              | 0              | 0              | 0              | –                   |                |
| 1992 Barcelona        | 6                 | 0              | 0              | 0              | 0              | –                   |                |
| 1996 Atlanta          | 7                 | 0              | 0              | 0              | 0              | –                   |                |
| 2000 Sydney           | 7                 | 0              | 0              | 0              | 0              | –                   |                |
| 2004 Atenas           | 11                | 0              | 0              | 0              | 0              | –                   |                |
| 2008 Pequim           | 11                | 0              | 0              | 0              | 0              | –                   |                |
| 2012 Londres          | 4                 | 0              | 1              | 0              | 1              | 69º                 |                |
| 2016 Rio de Janeiro   | 12                | 0              | 0              | 0              | 0              | –                   |                |
| Total                 | 80                | 0              | 1              | 0              | 1              |                     |                |

### Medalhas por esporte
| Esporte   | Ouro | Prata | Bronze | Total |
| Atletismo | 0    | 1     | 0      | 1     |
| Total     | 0    | 1     | 0      | 1     |

### Lista de medalhas
| Medalha | Atleta     | Jogos        | Esporte   | Categoria         |
| ------- | ---------- | ------------ | --------- | ----------------- |
| prata   | Nijel Amos | 2012 Londres | Atletismo | Masculino - 800 m |